# لارتسا
لارتسا (به لاتین: Laartsa) یک منطقهٔ مسکونی در استونی است که در دهستان اماسته واقع شده‌است.